# Майже опівночі
Майже опівночі (англ. Almost Midnight) — науково-фантастичний і детективний роман американського письменника-фантаста Мартіна Кейдіна. У романі розповідається про боротьбу з терористичним угруповуванням, яке захопило літак, що перевозив 5 атомних бомб, та зуміли підірвати одну з них.

## Сюжет роману
Роман розпочинається з примушення до посадки військового літака C-130, який перевозив 5 атомних бомб до посадки, після чого сліди літака зникають. Армійське командування і ФБР розпочинають розслідування інциденту. Спочатку встановлюється місце приземлення літака, і те, що в інциденті брали участь старий винищувач P-51, яких залишилось зовсім небагато і які не могли перебувати над місцем викрадення. Неподалік місця приземлення літака знайшли 3 стріляні гільзи — це означало, що щонайменше частину екіпажу літака вбили (хоча й не було зрозуміло, чи всіх). Далі повідомлено про дивний інцидент у Канзас-Сіті, коли на вигляд освічений чорношкірий з великою валізою, яку не хотів ніде залишати, спробував зняти кімнату в будинку в господаря-расиста, який спровокував конфлікт із чорношкірим, проте зазнав кількох ударів і знепритомнів, а при спробі втечі чорношкірий гине після незрозумілого сильного вибуху у валізі. Пізніше на місці вибуху знайдено фрагмент однієї з бомб. Керівництво розслідувальної операції запідозрило у скоєнні злочину комуністів, а також рекомендувало евакуювати уряд і президента з Вашингтона.
За кілька днів до Сан-Франциско прибуває смертельно хворий Девід Сілбер, який передає анонімного листа до міського поліцейського управління, в якому сказано, що атомні бомби потрапили в руки невідомого угруповання, яке вимагає від уряду США 100 мільйонів доларів у банківських чеках і облігаціях, які представники влади мали передати Сілберу, інакше угруповання підрве ці бомби в частині з 10 перерахованих великих міст країни. Такі самі листи отримали й мери цих міст, частина з яких не повірили в погрози, але 3 мери відразу повідомили про це ФБР. Пізніше, із запізненням, Сілбер повідомив, що об 11 годині вечора всі мають подивитися на гору Горгоніо неподалік Лос-Анджелеса. Вибух у цьому районі мав статися опівночі. Попри проведення пошукової операції, під час якої гине вертоліт, бомбу не знаходять, і вона вибухає, причому гине пасажирський літак, який пролітав неподалік, і на найближчі поселення падають радіоактивні опади. Значна частина людей загинула за короткий час, а частина людей при спробі покинути ймовірний район зараження потрапляє у велику автомобільну тисняву, що призводить до масштабної автокатастрофи. За короткий час в Атланті в покинутій квартирі знаходять третю бомбу, яку вдається знешкодити. Проте президент США дає вказівки передати всю суму грошей Сілберу, і дати можливість йому безперешкодно вилетіти до Лісабона, де він безслідно щезає з грошима.
Далі пошукова група виходить на слід зловмисників. Виявляється, що групу злочинців організував колишній військовий льотчик Майкл Джеффріз, який відзначився у В'єтнамі, проте у зв'язку з відмовою виконувати злочинний наказ його звільнили з лав збройних сил. Іншими членами групи були також колишні військовослужбовці, які з різних причин покинули службу й потрапили в складні життєві обставини, а також їхні подруги, тому й організатор групи придумав, як заробити велику кількість грошей. Двох членів групи помітили в порту Сіетла на невеликому кораблі. Зловмисників приспали, а для того, щоб потрапити всередину каюти з бомбою, довелось використати хлопчика, лише який міг пролізти через віконце в каюту, та за інструкціями знешкодити бомбу. Ще двох зловмисників знищили в літаку при спробі перетнути американо-мексиканський кордон.
Двох зловмисників, які залишилися, помічено при посадці в літак, який вилітав з аеропорту Денвера, проте при спробі зупинити їх зловмисники повідомили, що вони підірвуть останню бомбу, тому їх пропустили на рейс. Невдовзі військова авіація дістає наказ збити цей літак, і разом із бомбою літак вибухає у повітрі.

## Переклади
У 1984 роман переклали українською мовою й опублікували в журналі «Всесвіт» № 4 за 1984 рік. Повторно надрукований українською мовою у 1991 році в збірці «Зарубіжний детектив», яка вийшла у видавництві «Молодь». Кілька разів роман виходив у перекладах російською мовою.